# Hypena humuli
Hypena humuli là một loài bướm đêm thuộc họ Erebidae. Nó có ở bờ biển này đến bờ kia ở Canada phía nam ở phía đông đến Florida và Arkansas ở phía tây đến California. Tại Canada nó chỉ không hiện diện ở Newfoundland và Labrador, đảo Prince Edward và viễn bắc.
Sải cánh dài 25–32 mm. Con trưởng thành bay all quanh năm ở phía nam và phía tây và từ tháng 4 đến tháng 11 đông bắc. Có hai lứa trưởng thành một năm northward over hầu hết East.